# 鞍馬口通
鞍馬口通（くらまぐちどおり）は京都市内の東西の通りの一つ。東は下鴨本通を超えてすぐの下鴨神社西門から西は金閣寺門前の鏡石通まで。下鴨中通で北に折れるルートがかつての鞍馬街道である。東鞍馬口通とは高野川の蓼倉橋手前の下鴨東通から下鴨神社西門まで中断している。
平安京の範囲からは北に外れており、通りの西部は西陣の北部にあたる。豊臣秀吉によって御土居が建設されたとき、現在の出雲路橋西詰付近に御土居の出入口（京の七口）の鞍馬口が設けられた。江戸時代にはこの通りが洛中と洛外の境界とされていた。

## 主な沿道の施設
- 賀茂御祖神社（下鴨神社）
- 上善寺 - 京都六地蔵の一 寺町
- 京都市営地下鉄烏丸線 - 鞍馬口駅 烏丸通地下
- 淡交社 - 堀川角
- 船岡温泉
- 金閣寺 - 木辻通、鏡石通角